# ジャクリン・バートン
ジャクリン・K・バートン（Jacqueline K. Barton, 1952年5月7日 - ）はアメリカ合衆国の物理化学者。カリフォルニア工科大学教授。DNA二重鎖の電荷移動現象の発見で知られる。ニューヨーク出身。

## 経歴
1974年バーナード・カレッジ卒業後、1978年コロンビア大学から化学のPh.D.取得。指導教授はスティーブン・リパードであった。1978年ベル研究所とイェール大学で博士研究員を務め、1984年にアルフレッド・P・スローン財団リサーチフェローとなった。1986年コロンビア大学教授、1989年から現職。

## 主な受賞歴
- 1985年 - アラン・T・ウォーターマン賞
- 1987年 - イーライリリー生物化学賞、ウィリアム・H・ニコルズ賞
- 1988年 - ACS純粋化学賞
- 1996年 - パウル・カラー・ゴールドメダル
- 1998年 - ワイツマン女性科学賞
- 2006年 - ウィラード・ギブズ賞
- 2006年 - ライナス・ポーリング賞
- 2007年 - F・A・コットン・メダル
- 2009年 - トムソン・ロイター引用栄誉賞
- 2010年 - アメリカ国家科学賞
- 2015年 - プリーストリー賞、アメリカ化学者協会ゴールドメダル
- 2018年 - センテナリー賞
- 2019年 - 米国科学アカデミー賞化学部門
- 2023年 - ウェルチ化学賞